# 安字镇
安字镇，是中华人民共和国吉林省松原市乾安县下辖的一个行政建制镇。

## 行政区划
安字镇下辖以下地区：
安字村、退字村、西下村、东下村、次字村、渭字村、造字村、后寸村、前寸村、辞字村、后上村、前上村、对字村、瑟字村和西字村。